# Douglas Hoyos

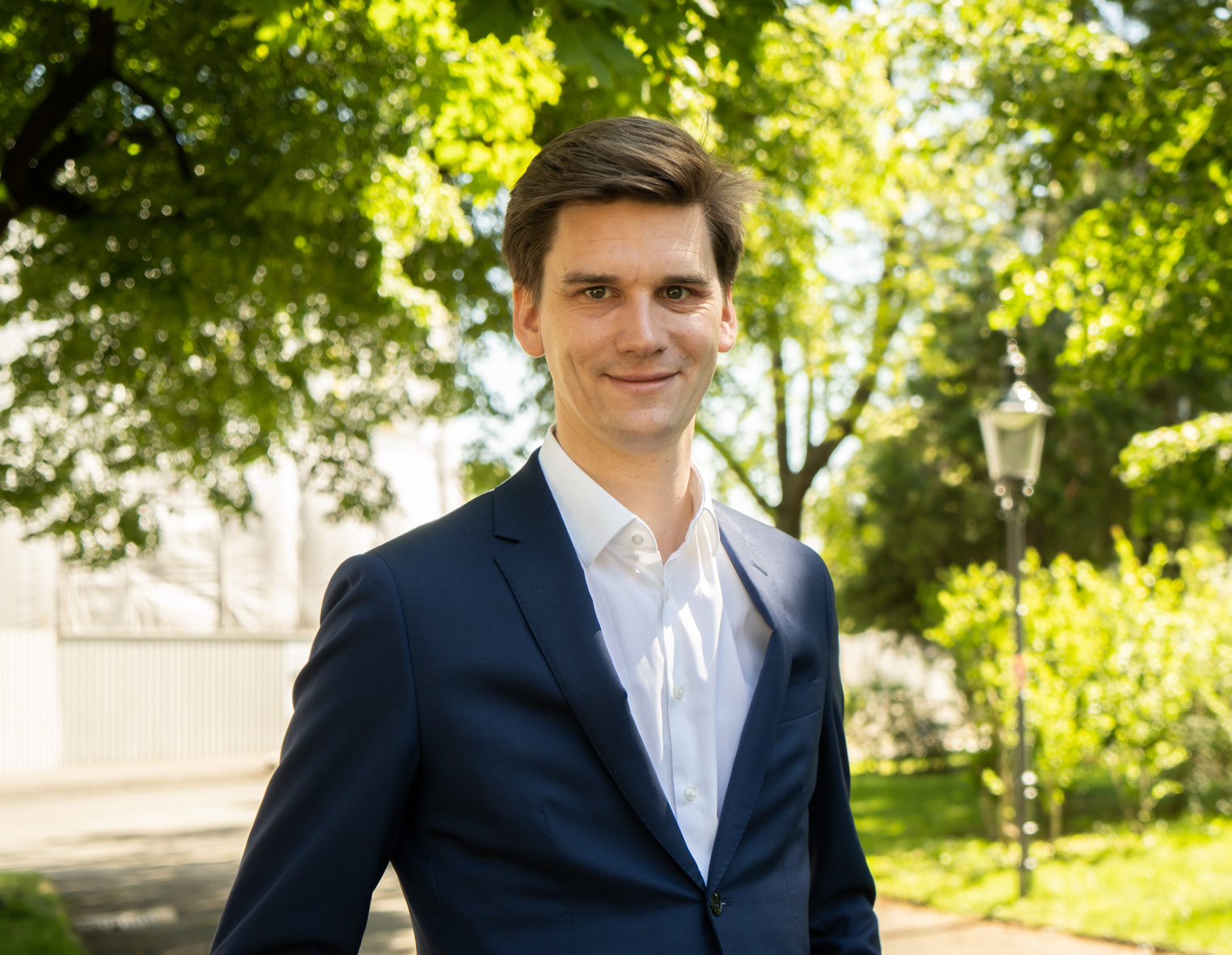
Douglas Hoyos (2021)

Douglas Hoyos-Trauttmansdorff (* 8. September 1990 in Klagenfurt) ist ein österreichischer Politiker (NEOS). Er ist Abgeordneter zum Nationalrat und wurde bei der Nationalratswahl in Österreich am 15. Oktober 2017 auf der Liste der NEOS gewählt. Seit Juni 2021 ist Hoyos Generalsekretär der NEOS. 

## Leben
Douglas Hoyos entstammt der ehemals adeligen Familie Hoyos und ist in Raan, Niederösterreich, aufgewachsen. Er legte seine Matura im Jahr 2009 am Bundesrealgymnasium in Horn ab und leistete seinen Präsenzdienst bei der Garde des österreichischen Bundesheers. Er war zwischen 2009 und 2010 stellvertretender Leiter eines Freizeitabenteuerparks namens Kletterpark GesmbH. Seit 2010 studiert er an der Wirtschaftsuniversität Wien Betriebswirtschaft.
Im Jahr 2012 wurde er auf dem Bundeskongress der Jungen Liberalen (JuLis, heute JUNOS) als Generalsekretär in den Bundesvorstand gewählt. Dabei kam ihm eine führende Rolle bei der Eingliederung der JuLis als offizielle Jugendpartei der Parlamentspartei NEOS zu. Auf dem XI. Bundeskongress der nunmehrigen JUNOS wurde er zum Bundesvorsitzenden gewählt.
Als Wahlkampfleiter der JUNOS bei den ÖH-Wahlen 2017 konnte er das bislang beste Ergebnis liberaler Gruppen (12,6 Prozent beziehungsweise 7 Mandate) erreichen.
Vor seinem Einzug in den Nationalrat im Jahr 2017 war er als Projektmanager bei den NEOS und in einem Forstbetrieb tätig.
Im Juni 2021 wurde Hoyos als Nachfolger von Nick Donig zum NEOS-Generalsekretär bestellt.